# Otto Matthäus Zykan
Otto Matthäus Zykan, né le 29 avril 1935 à Vienne et mort le 25 mai 2006 à Burgschleinitz-Kühnring, est un pianiste et compositeur autrichien.

## Biographie
Il étudie le piano et la composition à l'Académie de musique de Vienne. En 1958, il remporte un premier prix au Concours de jeunes pianistes de Darmstadt et commence une carrière de pianiste concertiste spécialisé dans la musique moderne.
Ses œuvres sont influencées par Anton Webern, mais il n'écarte pas les combinaisons tonales et les accords parfaits, et accepte la périodicité formelle dans la structure.

### Œuvres
- Sonate pour violoncelle et piano (1958)
- Quatuor à cordes (1958)
- Concerto pour piano (1958)
- Kryptomnemie, pour instruments à vent, percussion et piano (1963)
- Kammermusik, pour ensemble de chambre (1965)
- Schön der Reihe nach, ballet (1966)
- Kurze Anweisung, pour orchestre (1969)
- Miles Smiles, musique de chambre (1970)
- Lehrstück am Biespiel Schönbergs, théâtre musical (1974)
- Symphonie der heilen Welt, concerto scénique (1977)
- Trio pour violon (1977)
- Ausgesucht Freundliches, concerto pour 2 solistes, chœur et orchestre (1979)
- Kunst kommt von Gönnon, opéra (1980)
- Concerto pour violoncelle (1982)
- Auszählreim, opéra (1986)

### Dictionnaires et encyclopédies
- Theodore Baker et Alain Pâris (trad. Marie-Stella Pâris), Dictionnaire biographique des musiciens, R. Laffont, 1995 (ISBN 2-221-90103-7, 978-2-221-90103-8 et 2-221-06510-7, OCLC 896013421, lire en ligne)